# Lubomyśl
Lubomyśl (do 1945 niem. Waltersdorf oraz łuż. Wałtarjejce) – wieś w Polsce położona w województwie lubuskim, w powiecie żarskim, w gminie Żary.
W latach 1954–1957 wieś należała i była siedzibą władz gromady Lubomyśl, po jej zniesieniu w gromadzie Żary. W latach 1975–1998 miejscowość administracyjnie należała do województwa zielonogórskiego. Wieś sąsiaduje ze Złotnikiem oraz miastem Żary. W 2004 roku zakończyła się modernizacja drogi powiatowej nr 1076 Żary – Lubomyśl – Złotnik. Wieś znajduje się przy bardzo ruchliwej drodze krajowej nr 27 Przewóż – Zielona Góra.

## Zabytki
- przycmentarna kaplica z XIX wieku, cmentarz nie istnieje
- budynki poniemieckiego kompleksu rolniczego
- zabytkowy murek z kamienia w okolicy dzisiejszego placu zabaw dla dzieci.